# C20H15NO3
化学式C20H15NO3（摩尔质量：317.344 g/mol）可以指：
- 酚丁，CAS号：125-13-3
- 4-(2-苯基苯甲酰胺基)苯甲酸，CAS号：168626-74-2

|  | 这个同类索引页列出了具有相同分子式的化学物（即同分異構體）条目。 除非您是有意链接至本页，否则应将相应条目的内部链接指向正确的条目。 |